# Біркенес
Біркенес (норв. Birkenes kommune) — комуна в Норвегії, у фюльке Агдер (давніше — в Еуст-Агдері). Адміністративний центр – село Біркенланн.

## Історія
Комуна заснована 1838 року.

## Населення
Згідно з даними за 2005 рік, у комуні мешкало 4 340 осіб. Густота населення становила 6,43 осіб/км². За населенням Біркенес посідає 220-тє місце серед комун Норвегії. 
| населення станом на 1 січня 2005 |        |          |       |
|                                  | жінки  | чоловіки | разом |
| ос.                              | 2195   | 2145     | 4340  |
| %                                | 50,58% | 49,42%   | 100%  |

| освіченість населення станом на 1 жовтня 2004 |           |         |        |          |
|                                               | початкова | середня | вища   | невідомо |
| ос.                                           | 604       | 2069    | 555    | 67       |
| %                                             | 18,33%    | 62,79%  | 16,84% | 2,03%    |

## Освіта
Згідно з даними на 1 жовтня 2004 року в комуні було 4 початкових школи (норв. grunnskolar), у яких навчалося 702 учні.